# Saint-Christophe (Allier)
Saint-Christophe – miejscowość i gmina we Francji, w regionie Owernia-Rodan-Alpy, w departamencie Allier.

## Demografia
Według danych na rok 1990 gminę zamieszkiwało 475 osób, a gęstość zaludnienia wynosiła 17 osób/km². W styczniu 2015 r. Saint-Christophe zamieszkiwało 505 osób, przy gęstości zaludnienia wynoszącej 18 osób/km².